# Tino Mettier
Tino Mettier (* 14. September 1998) ist ein Schweizer Unihockeyspieler, der beim Nationalliga-A-Verein Chur Unihockey unter Vertrag steht.

## Karriere
Mettier stammt aus dem Nachwuchs von Chur Unihockey, wo er während der Saison 2017/18 seine ersten Partien absolvierte. Seit der Saison 2018 gehört er fix dem Kader der ersten Mannschaft an.